# Playa San Juan
Playa San Juan oder auch Playa de San Juan ist ein Ortsteil von Guía de Isora mit 6970 Einwohnern, in der Provinz Santa Cruz de Tenerife. Der Ort liegt an der Westküste der Kanarischen Insel Teneriffa direkt am Atlantischen Ozean, etwa sechs Kilometer westlich vom Hauptort und etwa drei Kilometer südlich vom Fischerort Alcalá und 8 Kilometer südlich von Puerto de Santiago entfernt.

## Tourismus
Der Ort Playa San Juan liegt an der Mündung der Schlucht von Guía und ist umgeben von Bananen- und Blumenplantagen. Der Ort verfügt über einen Hafen der früher vorwiegend für die Küstenschifffahrt genutzt wurde. Heute dient er der Fischerei und privaten Booten als Liegeplatz. Im Ort befinden sich zwei Strände, einer direkt am Hafen, geschützt durch eine Mole und einen etwa 250 Meter langen, südlich davon. Eine Promenade zieht sich am Ufer entlang. Am Ende des Strands befindet sich der Horno de Cal, ein Kalkofen, der kürzlich restauriert wurde. Dort führt eine Treppe auf die Klippe, wo sich die 'Alcaravan'-Skulptur von Roberto Martinon befindet.
Im Ort gibt es einige wenige Hotels und viele Geschäfte und Restaurants. Eine Tauchbasis und eine Bootswerft befindet sich direkt am Hafen.

## Verkehr
Die Küstenstraße TF-47 verbindet Playa San Juan mit Alcalá im Norden und mit Adeje im Süden. Die TF-463 verbindet den Ort mit dem Hauptort Guía de Isora, im Landesinneren. Seit Ende 2016 gibt es eine Autobahnabfahrt direkt von der TF-1 bis ca. 1 Kilometer vor Playa San Juan. Damit ist Playa San Juan verkehrstechnisch optimal sowohl in den Norden als auch in den Süden angebunden. Die Hauptstadt Santa Cruz de Tenerife ist etwa 95 Straßenkilometer, der Flughafen Teneriffa Süd ist 36 Kilometer entfernt.

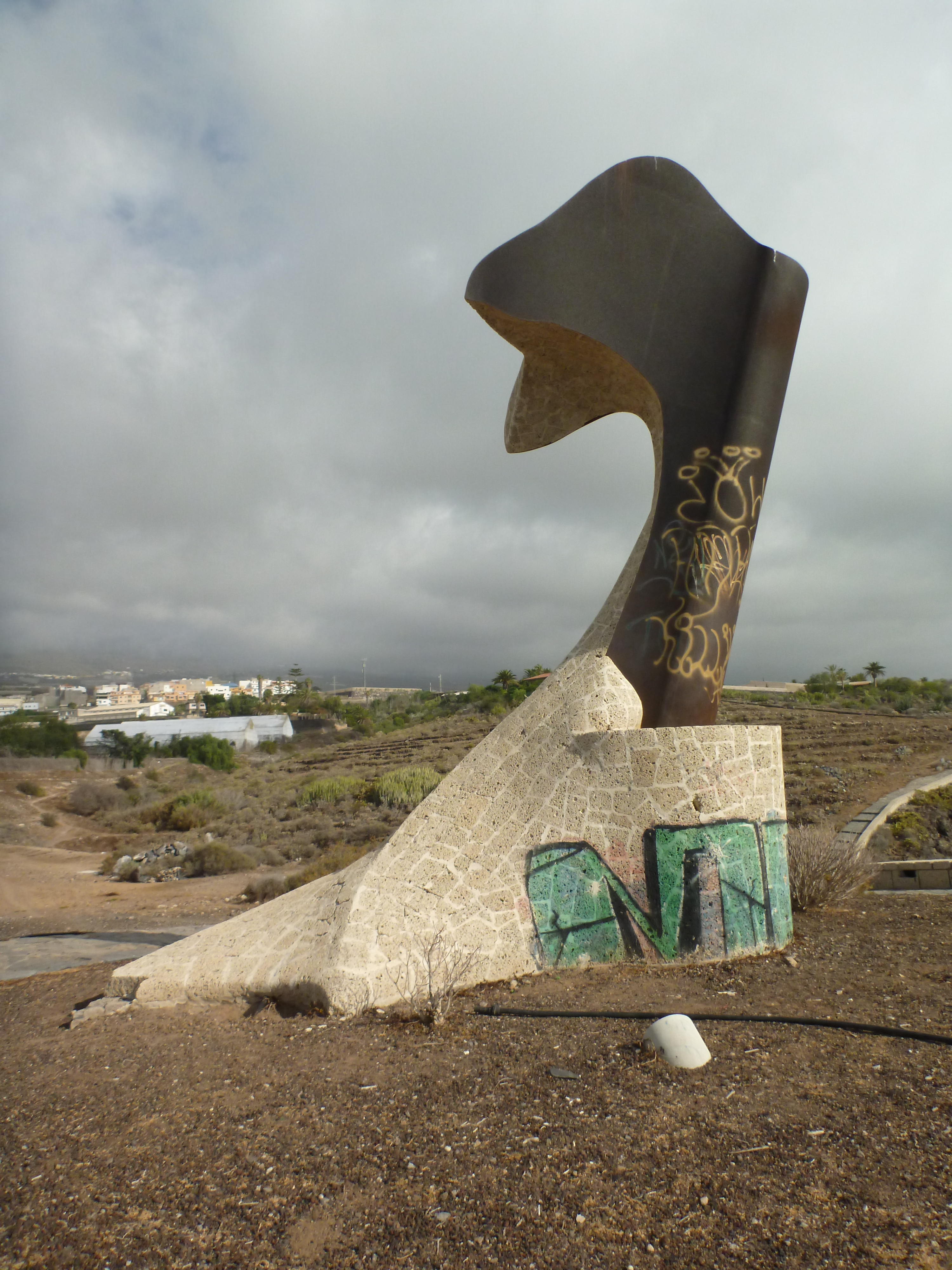
Alcaravan-Skulptur auf der Klippe von Playa San Juan

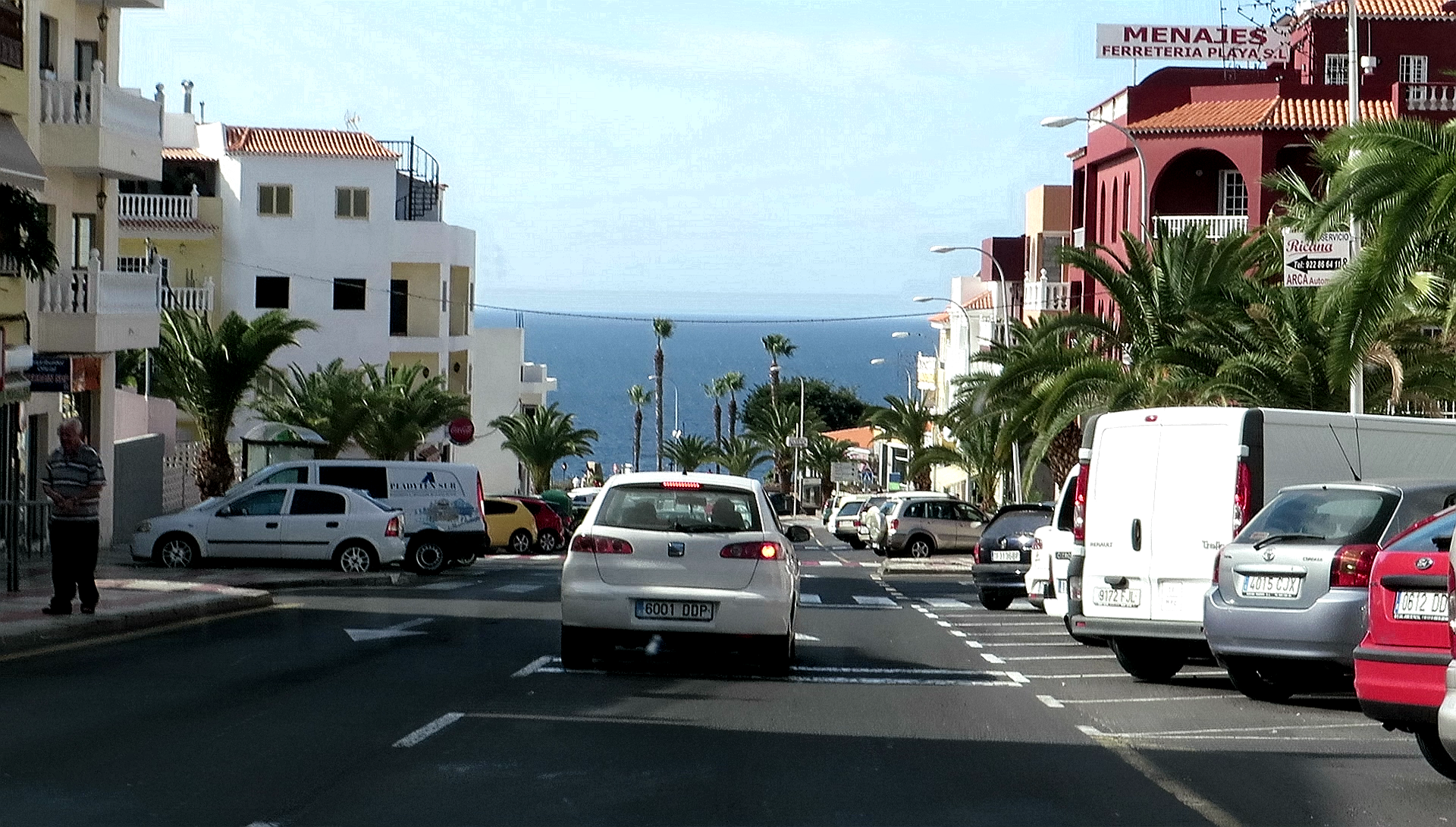
Hauptverkehrsstraße in Playa San Juan